# Бретонская лошадь
Бретонская (англ. Breton horse) — аборигенная порода тяжелоупряжных лошадей, появившаяся во Франции в провинции Бретань.
Порода ведёт свою историю от средневековых французских тяжелоупряжных лошадей.
По одной из версий, история этой породы может насчитывать более 4000 лет.
Другое название породы — бретон, бретонец.
Существует четыре типа лошадей этой породы — большой бретон, малый бретон, почтовый (постьер) бретон и корлейский (верховой) бретон.

## История породы
Бретонская порода лошадей считается одной из самых древних в мире. По одной из версий, возраст породы может составлять более четырёх тысяч лет. При этом существует две основных версии происхождения бретонов. По первой версии, предки этих лошадей были привезены в Европу мигрирующими из Азии арийскими племенами, по другой версии порода произошла от местных лошадей, разведением которых занимались древние кельты.
Благодаря своему удобно аллюру, представляющему собой смесь иноходи и рыси, и являющегося весьма комфортным для всадника, лошади бретонской породы получили большую популярность во время средневековых Крестовых походов. При этом в те времена рост бретонов составлял около 140 сантиметров. В Средние века порода носила название «биде аллюр» или «биде бретон». Позднее эти лошади стали родоначальниками двух современных типов бретонов — сомье (от фр. Sommier -матрас) и руссен, иначе называемых большой и малый бретон.
Сомье, или малый бретон, представлял тяжеловозную упряжную лошадь, использовавшуюся главным образом в сельском хозяйстве. Руссен, или большой бретон, был выше и легче, использовался в качестве верховой лошади. При этом Руссен бретон обладал более выраженной иноходью, чем сомье бретон.
Регионально большой бретон был распространён главным образом в Северной Бретани, где до сих пор активно используется в качестве сельскохозяйственной лошади. Малый бретон наибольшее распространение имел в южных и центральных регионах Бретани.
Направленная селекционная работа в породе началась с XIX века, а в начале XX века был сформирован третий тип лошадей бретонской породы — постьер (почтовый). Он был сформирован на основе более тяжелого малого бретона путём прилива кровей першеронов, норфолских рысаков, хакнэ, а также английских и арабских верховых лошадей.
Примерно тогда же появился четвёртый, наименее распространённый тип этой породы — корлейский. Этот тип был самым лёгким, а получен был путём прилива кровей арабских скакунов к руссен бретон.
При формировании официальных породных книг и родословных четвёртый тип не был в них включён, и на данный момент является почти исчезнувшим.
В 1909 году была создана первая (и ныне действующая) Ассоциация заводчиков лошадей бретонской породы. В этом же году были созданы и первые племенные книги, в которых деление бретонских лошадей происходило на два типа — тяжелый и легкий. С 1912 года племенные книги были объединены с сохранением отдельных разделов для каждого типа.
С 1926 года племенные книги были объединены полностью с разрешением внутритипных вязок между лошадьми этой породы.
При этом с 1920 года в породу было запрещено приливать крови лошадей других пород, а с 1951 года племенная книга бретонской породы стала официально закрытой для всех лошадей, которые появились на свет за пределами Франции. Получить нулевую родословную могли только животные, рождённые внутри страны.
За свою долгую историю бретонские лошади легли в основу нескольких европейских пород лошадей. Так, их крови оказали в XVII веке заметное влияние на формирование канадской породы лошадей, а уже в XX веке по окончании Второй мировой войны именно они были использованы для восстановления такой немецкой породы лошадей, как Шлезвигская.
Кроме того, в 1930-е годы в Испании на их основе была выведена региональная порода лошадей, которая получила название Испано-бретонская. Тогда же в Эстонии с помощью кровей бретонов работали над улучшением Торийской породы лошадей.

## Описание
Бретонская лошадь имеет рост от 145 до 170 сантиметров, а вес от 800 до 1000 килограмм.
Лошадь производит впечатление тяжёлой, рыхлой, но при этом гармонично сложенной. Несмотря на такое сложение, эти животные обладают высокой резвостью и ловкостью.
Голова квадратного формата, с широким лбом и прямым профилем.
Уши большие, ноздри широкие и заметно выраженные.
Глаза широко расставлены, имеют округлую форму.
Шея сильная, дугообразная, крепкая.
Холка сглаженная, с плавным переходом.
Спина короткая, прямая, широкая.
Тело крупное, мускулистое, с хорошо выраженным крупом и глубокой грудью. Хвост посажен высоко.
Ноги прямые, с выраженными суставами и выраженным рисунком сухожилий. Задние конечности имеют сильно выраженный изгиб скакательного сустава.
Копыта среднего размера, крепкие, переход от пясти к копыту хорошо заметен. Копыта при этом часто скрыты шерстью.
Масть допускается чалая, гнедая, рыжая, реже встречается, но тоже являются допустимым серая и вороная. На всех мастях допустимы белые отметины.

## Характер
Бретоны обладают дружелюбным, спокойным характером и флегматичным темпераментом.
Лошади этой породы не склонны к конфликтам как с собратьями, так и с людьми.
За счет своего темперамента практически полностью лишены пугливости и нервозности.
Обладают большой выносливостью, неприхотливы в содержании и легко могут приспособиться к различным типам климата.

## Применение
Исторически главным образом применялись в качестве тягловых сельскохозяйственных и почтовых лошадей. Также один из видов массово применялся в качестве верховой лошади.
До середины XX века бретоны часто использовались во французской армии в качестве тягловых и транспортных лошадей.
В настоящее время у себя на родине порода активно продолжается использоваться в сельском хозяйстве.
Кроме того, бретоны разводятся на мясо связи с тем, что лошади этой породы быстро набирают вес и рано взрослеют.
В конно-спортивных соревнованиях участвуют, как правило, как упряжные лошади в гонках упряжек.